# ROAR

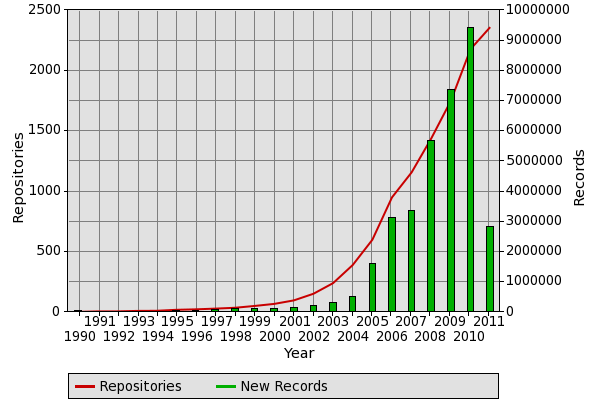
Rostoucí křivka otevřených repozitářů, 2011

Registry of Open Access Repositories (ROAR), česky Registr otevřených repozitářů je volně přístupný strukturovaný soupis institucionálních a jiných otevřených repozitářů, spravovaný Southamptonskou Univerzitou.

## Založení
Registr byl založen roku 2003 za použití softwaru EPrints, vyvíjeného stejnou univerzitou. Původním cílem jeho vytvoření byla efektivnější správa repozitářů a systémů, využívající právě software EPrints. Postupem času se však rozrostl natolik, že nyní mapuje repozitáře využívající všechna programová řešení. V současné době je tak jeho hlavním účelem šíření informací o co největším počtu repozitářů z celého světa a maximalizovat tak efektivitu vyhledávání a přístup k Open Access materiálům při vědecké práci či studiu.
Provoz registru je spolufinancován britskou nevládní organizací JISC (Joint Information Systems Committee).

## Záznamy
Nové položky mohou do registru přidávat buď sami producenti repozitářů přes jednoduchý registrační formulář (proces tzv. autoarchivace), nebo přímo administrátoři ROAR. Ke vložení pak dojde buď ručně, nebo stažením záznamu z jiných registrů a soupisů pomocí komunikačního protokolu OAI-PMH. Koncem roku 2012 ROAR obsahoval přes 3000 záznamů repozitářů.
Záznam obsažených repozitářů obsahuje množství popisných údajů a metadat (obvykle ve formátu XML), získaných pomocí OAI-PMH buď přímo ze stránek repozitáře, nebo importem z jiného registru.
Pole v záznamu jsou následující:
- textový popis repozitáře, obvykle s uvedením provozovatele a hlavního účelu.
- domovská stránka
- druh repozitáře (obvykle institucionální)
- používaný software
- geografické umístění instituce
- datum vzniku repozitáře
- počet článků v repozitáři
- průměrné hodnoty denního přírůstku nových článků
- rozhraní OAI-PMH, odkaz na záznam repozitáře v jiných registrech, jméno vkladatele záznamu.

Dle všech zadaných polí lze záznam zpětně vyhledat pomocí pokročilého vyhledávacího rozhraní.
Software umožňuje záznam exportovat v mnoha metadatových formátech, včetně Dublin Core, nebo formátů založených na XML.

## Další registry
Podobné služby (pouze v jiném rozhraní) nabízí i registr OpenDOAR (Directory of Open Access Repositories
), provozovaný Nottinghamskou Univerzitou.
Pro autory a vědecké pracovníky může být užitečný také registr ROARMAP (Registry of Open Access Repositories Mandatory Archiving Policies), propojený s ROAR. Tento registr poskytuje souhrnné informace o vnitřní politice jednotlivých institucí a jejich vztahu k open access publikování, tzn. podmínky, za kterých může autor svůj článek vložit do otevřeného repozitáře pomocí autoarchivace, aniž by porušoval autorská práva své mateřské instituce (např. univerzity).